# Thaumasia annulipes
Thaumasia annulipes là một loài nhện trong họ Pisauridae.
Loài này thuộc chi Thaumasia. Thaumasia annulipes được Frederick Octavius Pickard-Cambridge miêu tả năm 1903.